# 수재나 포글
수재나 포글(영어: Susanna Fogel)은 미국의 영화 감독이다. 레이턴 미스터와 길리언 제이컵스 주연의 영화 《라이프 파트너스》(2014), 밀라 쿠니스와 케이트 매키넌 주연의 영화 《나를 차버린 스파이》(2018)를 연출했다.

## 작품 목록
- 라이프 파트너스 (2014)
- 나를 차버린 스파이 (2018)
- 캣 퍼슨 (2023)
- 위너 (2024)